# 板門閣

共同警备区域内的建筑位置：
- 红色: 军事分界线
- 黑色: 朝鲜所辖建筑
- 描线建筑: 韩国所辖建筑

板门阁（：／）是一座位于板门店北部共同警备区域内的朝鲜建筑，始建于1969年9月，共有2层，与韩国方面置于其正南方80米处的“自由之家”建筑相对应。
在2018年4月的朝韩峰会上，金正恩曾于上午9时许离开板门阁。（UTC+08:30），到达板门店的军事分界线。
- 1976年
- A caravan of 501 cattle and 50 vehicles of the Hyundai founder Chung Ju-yung enter North Korea in front of Panmungak in 1998.
- 2008年
- 2009年